# Hyoscyamus tenuicaulis
Hyoscyamus tenuicaulis är en potatisväxtart som beskrevs av Schönbeck-temesy. Hyoscyamus tenuicaulis ingår i släktet bolmörter, och familjen potatisväxter. Inga underarter finns listade i Catalogue of Life.